# Khomuti
Khomuti - Хомуты (rus) - és un khútor, un poble, de la República d'Adiguèsia, a Rússia. Es troba entre la vora septentrional de l'embassament de Xapsug i la vora sud o esquerra del riu Kuban, a 13 km a l'oest de Takhtamukai i a 106 km al nord-oest de Maikop, la capital de la república.
Pertany al municipi de Starobjegokai.